# محمد بن زايد آل نهيان
الشيخ محمد بن زايد بن سلطان آل نهيان (11 مارس 1961 -)؛ هو الرئيس الثالث والحالي لدولة الإمارات العربية المتحدة منذ قيام الاتحاد عام 1971 والحاكم الخامس عشر والحالي لإمارة أبو ظبي والقائد الأعلى للقوات المسلحة ورئيس المجلس التنفيذي لإمارة أبو ظبي كبرى إمارات الإمارات العربية المتحدة، تولى رئاسة دولة الإمارات العربية المتحدة في 14 مايو 2022 خلفًا لأخيه غير الشقيق الشيخ خليفة بن زايد آل نهيان.
وُلد في 11 مارس عام 1961، وهو الابن الثالث للشيخ زايد بن سلطان آل نهيان، أول رئيس لدولة الإمارات العربية المتحدة وحاكم إمارة أبو ظبي، تلقى تعليمه النظامي في مسقط رأسه العين وفي أبو ظبي، ثم التحق بأكاديمية ساندهيرست العسكرية الملكية وتخرج منها عام 1979. واجتاز خلال فترة دراسته في أكاديمية ساندهيرست دورة مدرعات تأسيسية، ودورة طيران تأسيسية، ودورة مظليين، وتدريبًا على الطائرات التعبوية والعمودية، بما فيها طائرات غازيل.
يشغل أيضًا عددًا من المناصب السياسية والتشريعية والاقتصادية للدولة. ويعرف عنه بذله الكثير من الجهود لتعزيز المعايير التعليمية في إمارة أبو ظبي للوصول بها إلى أفضل وأرقى المعايير الدولية. ومنذ توليه رئاسة مجلس أبو ظبي للتعليم، عمل لإقامة شراكات مع المؤسسات التعليمية والمراكز الفكرية المرموقة عالميًا، والتي أعلن عن قيام عدد منها في أبو ظبي أو تم الانضمام إلى مشاريع مشتركة إستراتيجية مع المؤسسات الأكاديمية المتواجدة في أبو ظبي.
في عام 2019، صنفته صحيفة نيويورك تايمز كأقوى حاكم عربي، وتم اختياره كواحد من أكثر 100 شخصية مؤثرة لعام 2019 من قبل مجلة تايم. في عام 2023، صنف مركز الدراسات الاستراتيجية الإسلامية الملكية محمد بن زايد باعتباره ثامن أكثر المسلمين تأثيرًا.

## النشأة والتعليم
وُلد الشيخ محمد بن زايد آل نهيان في مدينة العين في 11 مارس عام 1961، فيما كان يعرف آنذاك بالإمارات المتصالحة، وهو الابن الثالث للشيخ زايد بن سلطان آل نهيان، أول رئيس لدولة الإمارات العربية المتحدة وحاكم أبوظبي، من زوجته الثالثة الشيخة فاطمة بنت مبارك الكتبي.
عندما كان في الرابعة عشرة من عمره، أرسله والده الشيخ زايد للدراسة في المغرب، ومنحه جواز سفر باسم عائلة مختلف حتى لا يتم الاعتراف بوضعه الملكي. وعمل نادلاً في مطعم محلي وتحمل المسؤولية كاملة عن الاعتناء بنفسه.
درس بعد ذلك في مدارس في العين بأبوظبي، وقضى الصيف في مدرسة جوردونستون الداخلية بالمملكة المتحدة، والتي استضافت أجيالاً من أفراد العائلة الملكية البريطانية.
وفي الإمارات العربية المتحدة، عهد الشيخ زايد إلى عالم الإخوان المسلمين المصري المولد، عز الدين إبراهيم، بالإشراف على تعليم الشيخ محمد.
في عام 1979، التحق الشيخ محمد بأكاديمية ساندهيرست العسكرية الملكية في بريطانيا وتخرج في أبريل 1979. وخلال الفترة التي قضاها في ساندهيرست، أكمل دورة تدريبية أساسية في المدرعات، ودورة في أساسيات الطيران، ودورة مظليين، وتدريبًا على الطائرات التكتيكية والمروحيات، بما في ذلك سرب طائرات إيروسباسيال غازيل. كما التقى خلال الفترة نفسها عبد الله أحمد شاه سلطان ولاية بهانج، الذي أصبح فيما بعد ملكًا على ماليزيا، وأصبح صديقًا له. وكانا كلاهما ضابطين متدربين في أكاديمية ساندهيرست العسكرية الملكية.
في ثمانينيات القرن الفائت، عندما كان لا يزال ضابطًا يافعاً في الجيش، ذهب في رحلة إلى تنزانيا لقضاء إجازة، حيث التقى بقبائل الماساي وتعرف على عاداتهم وشاهد مدى الفقر في البلاد، ولدى عودته إلى أبوظبي، ذهب ليزور والده والذي سأل عما فعله ليساعد الأشخاص الذين التقاهم. فأجاب محمد بن زايد باستهجان قائلًا إنّ الأفراد الذين التقاهم لم يكونوا من المسلمين. وقال عن هذه الحادثة: "مسك والدي ذراعي ونظر في عينيّ بقسوة، وقال لي: ’كلّنا رعايا الله‘".
عاد الشيخ محمد إلى وطنه الإمارات للانضمام إلى دورة الضباط التدريبية في إمارة الشارقة. وشغل سموه عددًا من المناصب في القوات المسلحة، من ضابط في الحرس الأميري (حرس الرئاسة الآن) إلى طيار في القوات الجوية الإماراتية.

## المسيرة السياسيّة

### البداية
عيّنه والده زايد بن سلطان آل نهيان في تشرين الثاني/نوفمبر 2003 نائبًا لولي عهد أبو ظبي. وبعد وفاة والده تولَّى ولاية عهد إمارة أبو ظبي في تشرين الثاني/نوفمبر 2004، كما تولى منذ كانون الأول/ديسمبر 2004 منصب رئيس المجلس التنفيذي لإمارة أبو ظبي، المسؤول عن تطوير وتخطيط الإمارة. استقبلَ محمد بن زايد ووزير الخارجية الإماراتي، عبد الله بن زايد آل نهيان في تشرين الثاني/نوفمبر 2010 ملكة المملكة المتحدة الملكة إليزابيث الثانية والأمير فيليب، دوق أدنبرة، على أرض الإمارات العربية المتحدة خلال زيارتهما الثانية للدولة، وقد رافق الملكة والدوق في جولة في مسجد الشيخ زايد الكبير في مستهل زيارتهما.

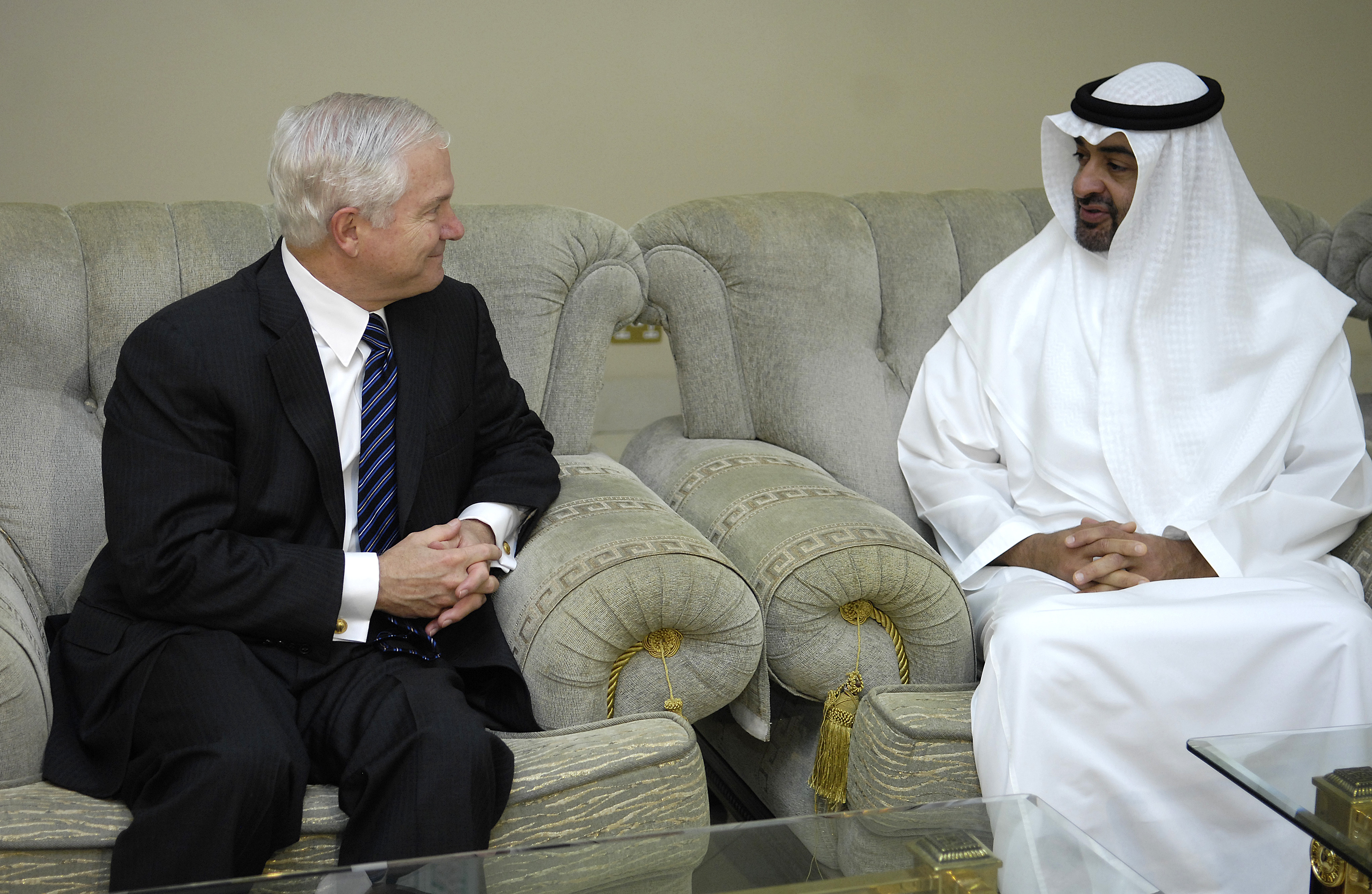
محمد بن زايد آل نهيان يجتمعُ بوزير الدفاع الأمريكي في 2 آب/أغسطس 2007 في أبو ظبي.

تمثل دوره في السياسة الخارجية في زيادة روابط الإمارات العربية المتحدة مع الدول خارج منطقة الشرق الأوسط وشمال إفريقيا، إذ دعاه الرئيس الفرنسي إيمانويل ماكرون إلى باريس في عام 2018 بهدف مناقشة إستراتيجيات مكافحة التطرف، وصياغة خريطة طريق ثنائية لشراكة مستقبلية، وتضمَّن البيان المشترك بنودًا لتعزيز التعاون والتبادل بين البلدين فيما يخص التعليم، والثقافة، والتراث، والاقتصاد، والاستثمارات، والطاقة، والفضاء، والسلام والأمن الإقليميين، والتعاون الدفاعي، ومكافحة التطرف، ومكافحة تغير المناخ، إلى جانب بنود أخرى. حضر ولي عهد أبو ظبي عام 2019 مراسم تبادل مذكرة إعلان شراكة شاملة بين سنغافورة والإمارات العربية المتحدة، حيث اتفقت الدولتان على تعزيز التعاون في مجال الأعمال، والتمويل، والاستثمار، والدفاع، والتنمية، والتعليم. كما وقع كلا البلدين ثلاث مذكرات تفاهم اتفقا فيها على التعاون في مجال حماية البيئة ومشاريع الاستهلاك المستدام. زارَ في العام نفسه أفغانستان ووقَّع عدة مذكرات تلتزم فيها الدولتين بالتعاون في مجال الثقافة والتعليم والرياضة والتعدين والطاقة والزراعة.
قدم العديد من المساعدات المالية باسم الإمارات لتعزيز مكانتها على الصعيد الدولي، ففي 2018 زار إثيوبيا للقاء رئيس وزرائها آبي أحمد قبل تقديم الدفعة الأولى من منحةٍ بقيمة 3 مليارات دولار من الإمارات العربية المتحدة إلى إثيوبيا، بهدف التغلب على نقص العملات الأجنبية في البلاد، بالإضافة إلى تقديم مساعدات من الإمارات للصومال خلال فترات الجفاف. مثَّل دولة الإمارات العربية المتحدة في قمة الأمن النووي لعام 2012 و2014، التي تم استضافتها في كوريا الجنوبية وهولندا، على التوالي، كما دعته حكومة الهند للمشاركة كضيف رئيسي في الاحتفالات بيوم الجمهورية الـ 68 بتاريخ 26 يناير 2017.
وصفته صحيفة نيويورك تايمز في عام 2019 بأنه أقوى حاكم عربي وأحد أقوى الرجال على وجه الأرض. وصنفته مجلة تايم ضمن قائمة أكثر 100 شخص مؤثرًا لعام 2019.

### زيارة البابا فرنسيس
زار ولي عهد أبو ظبي البابا فرنسيس في عام 2016، ورحّب بالبابا في شباط/فبراير 2019 على أرض الإمارات العربية المتحدة، في أول زيارة بابوية لشبه الجزيرة العربية. وتزامن وصول البابا فرنسيس مع مؤتمر بعنوان «المؤتمر العالمي للأخوة الإنسانية»، والذي عُقد تحت رعاية محمد بن زايد. وتضمَّن المؤتمر مناقشات وورش عمل حول دور تعزيز التسامح والتفاهم المتبادل في منع الصراع والتطرف. وخلال هذه الزيارة، أقام البابا فرنسيس أول قداس بابوي في شبه الجزيرة العربية في مدينة زايد الرياضية، وقد حضره 180,000 مصلٍ من 100 دولة، كان من بينهم 4,000 مسلم. سافر إلى مختلف بقاع العالم للترويج لشعار دولة الإمارات العربية المتحدة لعام 2019: عام التسامح. كما ساهم في الجهود الإقليمية والعالمية لمكافحة التطرف العنيف، من خلال التحدث مع المسؤولين في الهند، والرئيس المصري عبد الفتاح السيسي، وغيرهم من القادة حول المشاركة في هذه الجهود. في عام 2019 أطلق صندوق زايد العالمي للتعايش، وهي مبادرة توضح المبادئ والأهداف المفصلة في وثيقة ’الأخوة الإنسانية‘ التي وقعها كل من البابا فرنسيس وشيخ الأزهر أحمد الطيب.

## الأدوار

### المجلس الأعلى للبترول
يتولى محمد بن زايد منصب نائب رئيس المجلس الأعلى للبترول الذي يشرف على شركة بترول أبو ظبي الوطنية، وهو الجهاز الرئيسي المسؤول عن الموارد الهيدروكربونية في إمارة أبو ظبي. وأشرف على تنفيذ عدة إستراتيجيات للتطوير والتنويع، خاصة تلك المتعلقة بإنتاج النفط الخام والبنزين والمركبات الأروماتية؛ وتسعير الغاز؛ والسعة الإنتاجية للبولي أوليفين.

### التنمية الاقتصادية
يرأس محمد بن زايد مجلس التوازن الاقتصادي الذي تأسَّس عام 1992 (والمعروف سابقًا باسم برنامج الأوفست لدولة الإمارات العربية المتحدة)، وعمل على زيادة التنوع الاقتصادي في إمارة أبو ظبي. وبصفته رئيس مجلس التوازن الاقتصادي، يساهم ولي عهد أبو ظبي في تحويل الاستثمارات المتعلقة بالدفاع إلى مشاريع مربحة في مختلف القطاعات، من أجل المساعدة في تنويع اقتصاد الإمارات.
يتولى منصب رئيس مجلس إدارة شركة مبادلة للتنمية التي تمثل، منذ تأسيسها في عام 2002، الأداة الاستثمارية الرئيسية لحكومة أبو ظبي، وتهدف لتعزيز المزايا الاجتماعية والاقتصادية طويلة الأمد للإمارات من خلال التنويع الاقتصادي والاستثمار العالمي. إضافة إلى ذلك، فهو يشغل منصب رئيس مجلس أبو ظبي للتطوير الاقتصادي الذي يعتبر مؤسسة التخطيط الاقتصادي الرئيسية في البلاد. وبصفته رئيس المجلس، أطلق مبادرة «شراكة» التي تسعى إلى تعزيز القطاع الخاص في الإمارات العربية المتحدة، وتسهيل إدارة الأعمال والاستثمار في أبو ظبي. وسعى المجلس تحت قيادته لتنفيذ العديد من المبادرات لتنمية ريادة الأعمال في دولة الإمارات العربية المتحدة. في يونيو 2018، وافق على حزمة من الحوافز الاقتصادية بقيمة 50 مليار درهم إماراتي على مدار 3 سنوات، تهدف إلى تسهيل الاستفادة من المزايا الاقتصادية طويلة الأمد للإماراتيين والمستثمرين على حد سواء. كما أمر أيضًا بإجراء مراجعة شاملة لأنظمة وقوانين البناء لتحفيز التنمية الحضرية. يشغل منصب نائب رئيس مجلس إدارة جهاز أبو ظبي للاستثمار (أديا)، الذي يستثمر الأموال نيابة عن أهل أبو ظبي بهدف تنويع الاقتصاد وعولمته. وتضم محفظة «أديا» الاستثمارية أكثر من 24 فئة من فئات الأصول والفئات فرعية. وافق على مجموعة من الحزم التحفيزية للتكنولوجيا الزراعية بقيمة مليار درهم لتمويل المشاريع المرتبطة بالزراعة الدقيقة والروبوتات الزراعية والطاقة الحيوية والزراعة الداخلية.

### مبادرات التعليم والابتكار
عمل محمد بن زايد على رفع مستوى التعليم في الإمارات العربية المتحدة ليضاهي أعلى المعايير الدولية، من خلال منصبه كرئيس مجلس أبو ظبي للتعليم، الذي تم تأسيسه في عام 2005 لتطوير وتنفيذ إستراتيجيات تهدف لتطوير التعليم من مرحلة رياض الأطفال حتى الثانوية العامة في المدارس الحكومية والخاصة، إلى جانب تطوير التعليم العالي. كما أنه يرأس مركز الإمارات للدراسات والبحوث الإستراتيجية، الذي يعزز المشاركة الأكاديمية في القضايا الاقتصادية والاجتماعية والسياسية والأمنية ذات الصلة بالمنطقة. دعم تطوير التكنولوجيا في دولة الإمارات العربية المتحدة، وشجع ثقافة الابتكار من خلال رعاية فعاليات مثل المهرجان الوطني للعلوم والتكنولوجيا والابتكار. كما أسس تحدي محمد بن زايد العالمي للروبوت، لتحويل دولة الإمارات العربية المتحدة إلى مركز إقليمي للبحث في مجال الروبوت والأنظمة ذاتية التحكم. في عام 2008، تم اختيار المجموعة الأولى من الطلاب لبرنامج منحة الشيخ محمد بن زايد للتعليم العالي ضمن مبادرة مع جامعة نيويورك أبو ظبي يتم فيها تكريم الطلاب المتفوقين في الإمارات العربية المتحدة ومنحهم فرصًا أكاديمية وقيادية مميزة.

### الحفاظ على البيئة
عمل ولي عهد أبو ظبي على حماية الطبيعة من خلال ترأس الجهود لحماية الصقور والحبارى البرية والمها العربي في الإمارات العربية المتحدة، وتبرع بمبلغ مليون دولار لإحدى المبادرات التي تهدف لمنع موت الطيور البرية بسبب خطوط الكهرباء، في سياق إطلاقه مؤسسة محمد بن زايد للحفاظ على الطيور الجارحة بتمويل قيمته 20 مليون دولار. كما يترأس صندوق محمد بن زايد للمحافظة على الكائنات الحية، وهو وقف خيري بقيمة 25 مليون يورو يقدم المنح للمبادرات الفردية في مجال حفظ أنواع الكائنات الحية، وتكريم الرواد في هذا المجال، وتعزيز أهمية أنواع الكائنات الحية في أوساط النقاش. ويهدف الصندوق كذلك إلى تشجيع تقديم مساهمات إضافية لجهود الحفاظ على أنواع الكائنات الحية حول العالم. تم تسمية نوع من سحلية الخشب -Enyalioides binzayedi-تيمنًا بمحمد بن زايد تقديرًا لدوره في تأسيس هذا الصندوق، الذي قدم الدعم المالي للبعثات التي أدت إلى اكتشاف هذا النوع في حديقة كورديليرا أزول الوطنية في البيرو. تعهد بمبلغ 15 مليار دولار لتطوير تقنيات الطاقة الشمسية وطاقة الرياح والطاقة الهيدروجينية في بلاده. ومن خلال مصنع غلوبل فاوندريز التابع لشركة مبادلة، ساعد محمد بن زايد في تطوير برنامج تصنيع أشباه الموصلات في الإمارات، ما يمهد الطريق للتكنولوجيا المتقدمة، خاصة في قطاع الطاقة.

### دعم الفنون
لتشجيع السياحة وتنويع المشهد الفنّي المحلّي، دعم محمد بن زايد تأسيس متاحف للفنون، بما في ذلك متحف اللوفر أبو ظبي ومتحف غوغنهايم أبو ظبي الذي ما يزال قيد الإنشاء، بالإضافة إلى مواقع للتراث الثقافي مثل قصر الحصن. وفي عام 2009 قام ولي عهد أبو ظبي ورئيس فرنسا آنذاك، نيكولا ساركوزي، بافتتاح معرض في فندق قصر الإمارات شمل أعمالًا فنّيّة تم شراؤها من أجل متحف اللوفر أبو ظبي، وأخرى تمت استعارتها من متاحف وطنية فرنسية معلنًا بذلك بدء أعمال بناء متحف اللوفر، والذي يقع في المنطقة الثقافية على جزيرة السعديات، وقد تم افتتاحه في نوفمبر 2017. ولا يقتصر دعمه على الفنون التصويرية بل يشمل الفنون الشفوية أيضًا. إذ يُعرف بحبّه للشعر النبطي، لذلك، يدأب دائمًا على تشجيع مسابقات الشعر المحلية واستضافة بعض منها تحت رعايته.

### تمكين المرأة
دعم محمد بن زايد، بصفته مُناصرًا لمشاريع تمكين المرأة، الوجود المتزايد لها في عدد من المجالات التي يسيطر عليها الرجال عادة. وفي أبريل 2019، رحّب بوفد ضابطات من برنامج تدريب المرأة العربية على العمل العسكري وحفظ السلام كن يخضعن للتدريب في أبو ظبي تحضيرًا لعمليات الأمم المتحدة العالمية لحفظ السلام، حيث أكّد على أهمية الدور الذي تؤديه الضابطات في عمليات نشر الأمن وحفظ السلام. كما شجّع تواجد المرأة في قطاع الخدمات الحكومية، ففي عام 2019، استضاف أول دفعة من الإطفائيات الإماراتيات المُعتمدات، مؤكّدًا دور النساء كـ «شريكات حقيقيات ومساهمات في التنمية الوطنية» وقال إنهن «يدفعن بعجلة الخطط الإستراتيجية لحاضر ومستقبل الأمّة».
وعندما أصيبت ملالا يوسفزي في أكتوبر 2012 في رأسها ورقبتها برصاص عناصر من حركة طالبان، وجّه بتقديم رعاية طبية خاصة لها وتكفّل بنقلها عبر طائرة إسعاف جوّي إماراتية إلى المملكة المتحدة، حيث تلقّت رعاية طويلة الأمد في مستشفى الملكة إليزابيث في مدينة بيرمينغهام.
وقد عمل مسؤولون إماراتيون، بتوجيه من محمد بن زايد، بشكل وثيق مع السلطات الباكستانية لترتيب الرعاية الصحية التي ستقدم إلى ملالا وعملية نقلها. وفي مايو 2013، توقّفت ملالا، أثناء توجّهها لأداء مناسك العمرة، في مدينة أبو ظبي لتقديم الشكر للإمارات ومحمد بن زايد على مساعدتهم ودعمهم، مؤكدّةً أن ما قام به ولي عهد أبو ظبي يعكس الجوانب الإنسانيّة للتعاليم الإسلامية.

### الاهتمام بالرياضة
نظرًا لاهتمامه الكبير بالصقور، أسس ولي عهد أبو ظبي مدرسة محمد بن زايد للصقارة وفراسة الصحراء والتي تهدف إلى تشجيع تقليد الصقارة العريق والحفاظ عليه بتعليمه للأجيال الجديدة من الإماراتيين، كما تعلمه من والده. في مارس 2019، استضافت أبو ظبي الأولمبياد الخاص الألعاب العالمية. وأكّد محمد بن زايد خلال الأولمبياد أهميّة التضامن مع المشاركين وتمكينهم أثناء الفعالية وفي دُوَلِهم الأم كذلك.

## توليه الحكم
في 13 مايو 2022، توفي شقيقه الشيخ خليفة بن زايد في أبوظبي عن عمر يناهز 73 عامًا، نعى الشيخ محمد أخاه الشيخ خليفة قائلا:
| محمد بن زايد آل نهيان | إنا لله و إنا إليه راجعون .. فقدت الإمارات ابنها البار و قائد "مرحلة التمكين" وأمين رحلتها المباركة.. مواقفه وإنجازاته وحكمته وعطاؤه ومبادراته في كل زاوية من زوايا الوطن.. #خليفة_بن_زايد، أخي وعضيدي ومعلمي ، رحمك الله بواسع رحمته وأدخلك في رضوانه وجنانه | محمد بن زايد آل نهيان |

وبصفته ولي عهد إمارة أبوظبي فقد تولى الشيخ محمد حكم الإمارة مباشرة بعد الإعلان عن وفاة أخيه، ليصبح بذلك الحاكم السابع عشر لإمارة أبوظبي من أسرة آل نهيان.
وفي اليوم التالي (14 مايو 2022) عقد المجلس الأعلى للاتحاد (وهو أعلى سلطة لصنع القرار في الدولة ويتكون من حكام الإمارات السبع) اجتماعًا في قصر المشرف بأبوظبي برئاسة الشيخ محمد بن راشد آل مكتوم لإختيار رئيس للدولة بحسب المادة 51 من الدستور التي تنص على: «ينتخب المجلس الأعلى للاتحاد من بين أعضائه رئيسًا للاتحاد ونائبًا لرئيس الاتحاد، ويمارس نائب رئيس الاتحاد جميع اختصاصات الرئيس عند غيابه لأي سبب من الأسباب» وانتخب المجلس بالإجماع الشيخ محمد بن زايد رئيسا لدولة الإمارات العربية المتحدة  ليصبح الشيخ محمد الرئيس الثالث لدولة الإمارات العربية المتحدة منذ قيام الإتحاد سنة 1971 وليتولى مهامه بشكل رسمي في انتقال سلس وسريع للحكم كان موضع تقدير العالم وأعجابه.

## انتقادات

### السياسة الداخليَة

#### السلطويّة
وصفَ بعضٌ من علماء السياسة الغربيون محمد بن زايد بأنّه «الزعيم القوي لنظام استبدادي»، حيث لا توجَد انتخابات حرة ونزيهة، كما أنَّ الحقوق السياسيّة والمدنية محدودة، فضلًا عن حرية التعبير المقيَّدة، ولا توجَد أيضًا وسائل إعلام حرة ومستقلّة. بحسب منظمتي العفو الدوليّة و‌هيومن رايتس ووتش فإنَّ الإمارات العربية المتحدة تُمارس التعذيب والاحتجاز التعسفي والإخفاء القسري للمواطنين والمقيمين. وصفَ العالِم السياسي والخبير البارز في سياسات الشرق الأوسط ومؤلِّف كتاب «دبي: هشاشة النجاح» كريستوفر ديفيدسون فترة ولاية محمَّد للعهد بأنه القائد الفعلي للإمارات وأنَّ فترتهُ تنطوي على ما سمَّاهُ «تكثيفًا ملحوظًا وسريعًا للسلطويّة الاستبداديّة»، كما أكَّدَ أنَّ مؤشرات الديمقراطية تُظهر «الجهود الأخيرة والجوهريّة للتشديد على جميع الحريات السياسية والمدنية المتبقية تقريبًا». وفقًا للمحاضِر الأول في كليّة الدراسات الأمنيّة في كينجز كوليدج بلندن أندرياس كريج، فإنَّ أيديولوجيّة محمَّد السياسية ترى أنَّ «استبداد الرجل القويّ هو نظامُ الحكم الأمثل لدولة الإمارات العربية المتحدة». يكتب كريج:

#### الاستبداد
قامَ بن زايد بقمعِ الإخوان المسلمون بشدّة، بل تصفهُ وسائل إعلام غربيّة وعلى رأسها جريدةُ لو موند الفرنسيّة بالرجلِ الذي بنى «دولة بوليسيّة» في الإمارات، وتقول أنّ القمع في عهده لم يطل من وصفتهم بـ «الملتحين» فقط بل وصلَ الكل خاصّة بعد ثورات الربيع العربي عام 2011 والتي أصابت كل ملوك الخليج بالعرق البارد بحسبِ الصحيفة. ترى لو موند أنّ الإمارات شدَّدت تحت قيادة الرجل من المراقبة الإلكترونيّة التي صارت على نطاقٍ واسع، كما ضيّقت الخناق على وسائل الإعلام وحاولت إسكات جميع الأصوات المنتقدة للاستبداد، بما في ذلك الأصوات الليبراليّة مثل الناشط الحقوقي أحمد منصور الذي يقضي عقوبةً سجنيًة في الإمارات بعدما اتُهم بـ «التشهير بالحكومة». ترى لو موند أيضًا أنَّ الإمارات وتحتَ حُكم محمد بن زايد تصدَّرت محور الثورة المضادة في العالم العربي.

### السياسة الخارجيّة

#### التدخل في الدول العربيّة
أيَّدَ ودعمَ بن زايد إلى جانب حليفه السعودي انقلاب 2013 في مصر الذي أطاحَ بالرئيس محمد مرسي وجاء برئيسٍ جديدٍ ذو خلفيّة عسكريّة هو عبد الفتاح السيسي، كما لعبَ دورًا رئيسيًا في الحرب الأهلية اليمنيّة حيثُ دعمَ وبشكلٍ مباشرٍ المجلس الانتقالي الجنوبي الذي يُؤيّد صراحةً تقسيم البلاد بينما ظلَّت السعودية – قائدة التحالف العربي في اليمن – وحلفاؤها يدعمون الرئيس عبد ربه منصور هادي.
حاربت الإمارات بقيادة بن زايد تنظيم الشباب في الصومال، مستغلّةً الموانئ التجارية للبلاد فأصبحت وسيطًا مؤثرًا في القرن الأفريقي، وبحلول حزيران/يونيو 2017 أعلنت ودول عربيّة أخرى قطع علاقاتها الدبلوماسية مع قطر وفرضت حظرًا عليها، كما طردت المواطنين القطريين من الإمارات ومنعت إظهار أيّ تعاطف مع قطر على الإنترنت بعدما اعتبرت ذلك جريمة إلكترونية يُعَاقَب عليها بالسجن من ثلاث إلى خمس عشرة سنة. تدخّلَ بن زايد أيضًا عام 2015 في ليبيا وهي أحد الدول العربيّة التي قامت فيها ثورات الربيع التي أسقطت الرئيس السابق معمر القذافي. جاء تدخل الإمارات في وقتٍ استعرَّت فيهِ الحرب الأهلية الليبيّة متحديًا الحظر الذي كانت قد فرضتهُ الأمم المتحدة فيما يخصُّ التدخل الأجنبي.
تدخُل بن زايد في الدول العربيّة طالَ سوريا هي الأخرى ووفقًا لموقع ميدل إيست آي فإنّ بن زايد قد عرضَ في آذار/مارس 2020 على بشار الأسد 3 مليارات دولار لضربِ القوات المدعومة من تركيا في سوريا. يرى الموقعُ أنَّ محاولات الإمارات للتأثير على سوريا وإحياء هجوم إدلب يهدفُ إلى ربط القوات التركية بالصراع في سوريا وتحويلِ اهتمامها عن الصراعِ في ليبيا، خاصّة أنها داعمةٌ رئيسيّةٌ لحكومة الوفاق الوطني بقيادة فايز السراج فيما تدعمُ الإمارات المشير خليفة حفتر.
لعبَ محمد بن زايد دورًا رائدًا في المفاوضات التي أدَّت إلى ما يُعرف باسمِ اتفاقيات إبراهيم في عام 2020 وهي الاتفاقيات التي أثارت الكثير من الجدل. ترى نيويورك تايمز أنَّ بن زايد هو أول من قدَّم «رؤيةً لتسويةٍ من الخارج للقضية الفلسطينيّة وتبنتها إدارة ترمب»، كما ساهمَ ولي العهد الإماراتي – حينها – في تطبيعِ بلاده علاقاتها معَ إسرائيل.

#### العلاقات الدوليّة
عُيّن في 17 تمّوز/يوليو 2020 قاضي تحقيق فرنسي لإجراء تحقيقٍ استهدفَ محمد بن زايد شخصيًا بتهمة «التواطؤ في أعمال التعذيب» وذلك بدعوى تورّط الإمارات في الحرب الأهلية اليمنيّة، بعدما كان التحقيق قد فُتحَ مبدئيًا في تشرين الأول/أكتوبر 2019، بعد تقديم شكويين ضد ولي العهد خلال زيارةٍ رسميّةٍ له للعاصمة الفرنسيّة باريس في تشرين الثاني/نوفمبر 2018. قُدّمت إحدى الشكويين من قِبل ستة يمَنيين، زعموا أنهم تعرضوا للتعذيب والصعق بالكهرباء والحرق بالسجائر في مراكز الاحتجاز اليمنيّة التي تُسيطر عليها القوات المسلحة الإماراتيّة، وكانَ تقريرٌ لخبراء الأمم المتحدة قد أبرزَ أنَّ هجمات التحالف الذي تقوده السعودية وتُشارك فيهِ الإمارات ربما شكَّلت جرائم حرب، وأنَّ القوات الإماراتية سيطرت على مَركَزين حصلَ فيهما التعذيب.
ظهرَ اسم محمد إلى جانب أربعة مسؤولين إماراتيين آخرين في تشرين الأول/أكتوبر 2021 في لائحة اتهام ضد توماس جيه باراك، المستشار السابق لدونالد ترامب، ففي تموز/يوليو من نفسِ العام اعتقلت السلطات الأمريكية باراك لفشلهِ في التسجيل كجماعة ضغط أجنبية للإمارات، وعرقلة العدالة من خلال الكذب على مكتب التحقيقات الفيدرالي. حدَّدت لائحة الاتهام المكوَّنة من سبع تهمٍ أسماء ثلاثة من أفراد العائلة المالكة الإماراتيين، الذين استضافوا حفل استقبال باراك في كانون الأول/ديسمبر 2016، وضمَّت محمد بن زايد وطحنون بن زايد ومدير جهاز المخابرات الإماراتي علي محمد حماد الشامسي، فضلًا عن اثنينِ من المسؤولين الإماراتيين الآخرين الذينَ ورد ذكرهم في لائحة الاتهام وهما عبد الله خليفة الغفلي ويوسف العتيبة. اتُهم المسؤولون معًا بتوكيلِ باراك مهمّة «دفع المصالح الإماراتية في الولايات المتحدة».

### السياسة الاقتصادية
وصف متابعون غربيّون للشأنِ الإماراتي دولةَ الإمارات في ظلِّ حُكم نظام محمد بن زايد بأنها دولة ريعية، فمحمَّد يرأسُ مجلس أبو ظبي للتطوير الاقتصادي، وهو نائب رئيس جهاز أبو ظبي للاستثمار، الذي يُعتبر صندوق الثروة السيادي لأبو ظبي، ورئيس مجلس إدارة شركة مبادلة للاستثمار، وهي شركة قابضة إماراتيّة مملوكةٌ للدولة ويمكن وصفها بأنها صندوق ثروة سيادي، كما أنّه رئيس مجلس التوازن الاقتصادي الذي تأسَّسَ عام 1992، وهو رئيس دائرة التعليم والمعرفة في أبو ظبي التي تأسَّست عام 2005، وهو نائب رئيس المجلس الأعلى للبترول في شركة بترول أبو ظبي الوطنية، ويُعتبر هذا المجلس هو الهيئة الحاكمة الرئيسية لموارد أبو ظبي الهيدروكربونيّة.
وفقًا لصحيفةِ ذا إنترسبت الأمريكيّة التي اطَّلعت على رسائل البريد الإلكتروني التي جرى تسريبها بعد اختراقِ البريد الإلكتروني لسفيرِ الإمارات في الولايات المتحدة يوسف العتيبة فقد تلقَّى المواطن الأمريكي خالد حسن 10 مليون دولار في عام 2013 لتسويةٍ مزعومةٍ للتعذيب بعد دعوى قضائية قدمها في المحكمة الفيدرالية في لوس أنجلوس ضد ثلاثة أعضاء بارزين في العائلة المالكة الإماراتيّة أحدهم هو محمد بن زايد. على جانبٍ آخرٍ فقد وافقَ بن زايد في حزيران/يونيو 2018 على حزمة تحفيزٍ لمدة 3 سنوات بقيمة 50 مليار درهم إماراتي، كما كلَّف بمراجعة لوائح البناء في محاولة لتحفيزِ التنميّة الحضرية.

## الأعمال الخيرية
في عام 2011، تعهد كل من محمد بن زايد ومؤسسة غيتس بتقديم 50 مليون دولار لتمويل شراء وتوصيل اللقاحات للأطفال في أفغانستان وباكستان. وتم منح ثلثي المبلغ الإجمالي البالغ 100 مليون دولار إلى التحالف العالمي للقاحات والتحصين لشراء وإعطاء لقاحي خماسي التكافؤ والمكورات الرئوية، لتحصين ما يقارب 5 ملايين طفل أفغاني ضد ستة أمراض. وتم تخصيص ما تبقى من قيمة التبرع لمنظمة الصحة العالمية، التي استخدمته لشراء وإعطاء جرعة فموية من لقاح شلل الأطفال لما يقارب 35 مليون طفل في أفغانستان وباكستان. كما أعلنت المبادرة العالمية للقضاء على شلل الأطفال في أبريل 2018 أن دولة الإمارات العربية المتحدة قد استكملت التزامًا بقيمة 120 مليون دولار أمريكي، كان قد تعهد به محمد بن زايد في قمة اللقاحات العالمية، التي أقيمت عام 2013 في أبو ظبي، بتوزيع آخر 12 مليون دولار من المبلغ.
وتضم مساهماته ضمن مبادرات الصحة العالمية أيضًا تبرعًا بقيمة 30 مليون دولار لصالح ’الشراكة من أجل دحر الملاريا‘ للمساعدة في مكافحة الملاريا. وبعد شهر من الإعلان عن التبرع، استضافت أبو ظبي منتدىً عالميًا للصحة يركز على الجهود المبذولة للقضاء على الأمراض في أنحاء العالم مثل الملاريا وشلل الأطفال والعَمى النَّهري. كما قدم 55 مليون درهم لمبادرة الأمم المتحدة العالمية لمكافحة الإتجار بالبشر. أما ماراثون زايد الخيري، الذي يقام في مدينة نيويورك، فقد جمع ملايين الدولارات منذ إطلاقه في عام 2005. إذ يرفع السباق مستوى الوعي بأمراض الكلى، وتذهب عائداته إلى مؤسسة الكلى الوطنية الأمريكية. وقد أطلق محمد بن زايد هذه الفعالية تكريمًا لوالده، الذي خضع لعملية زرع كلى في كليفلاند كلينك عام 2000.
ساعد في تحسين الصحة العالمية من خلال إطلاق صندوق «بلوغ آخر ميل» في عام 2017، لجمع 100 مليون دولار بهدف القضاء والسيطرة على الأمراض المعدية التي يمكن الوقاية منها، والتي تعيق فرص التنمية الصحية والاقتصادية في المجتمعات الأكثر فقرًا حول العالم.
تعهد بمبلغ 20 مليون دولار للصندوق، إلى جانب مساهمين آخرين من بينهم مؤسسة بيل وميليندا غيتس، والحكومة البريطانية. وستتم إدارة هذه التبرعات من قبل صندوق محاربة الأمراض المدارية، وهو منصة استثمارية خيرية تركز على التعامل مع الأمراض المدارية المهملة الخمسة الأكثر انتشارًا: وهي العمى النهري، داء الخَيطيّات اللمفية، شلل الأطفال، الملاريا، ومرض الدودة الغينية. إضافة لذلك، أعلن محمد بن زايد عن نيّته تأسيس معهد أبحاث مقرّه أبو ظبي لتطوير سياسات لمكافحة الأمراض المُعدية.

## الحياة الشخصية

### نسبه
ينتمي الشيخ محمد إلى قبيلة بني ياس، وهي القبيلة الأم لمعظم القبائل العربية المستقرة في دولة الإمارات العربية المتحدة، والتي عُرفت تاريخيًا باسم «حلف بني ياس».
واسمه الكامل هو محمد بن زايد بن سلطان بن زايد بن خليفة بن شخبوط بن ذياب بن عيسى بن نهيان بن فلاح بن ياس.

### عائلته
الشيخ محمد هو الابن الثالث للشيخ زايد بن سلطان آل نهيان، أول رئيس لدولة الإمارات العربية المتحدة وحاكم إمارة أبو ظبي من زوجته الثالثة فاطمة بنت مبارك الكتبي. وإخوته هم بالترتيب: خليفة (الرئيس السابق لدولة الإمارات العربية المتحدة)، سلطان، حمدان، هزاع، سعيد، عيسى، نهيان، سيف، طحنون، منصور، فلاح، ذياب، عمر، خالد (وناصر وأحمد اللذين توفيا)، بالإضافة إلى عدد من الأخوات.

### أسرته وزواجه
في عام 1981، تزوج الشيخ محمد بن زايد من سلامة بنت حمدان بن محمد آل نهيان، وأنجبا أربعة أبناء وخمس بنات، وهم حسب ترتيب الولادة:
- مريم بنت محمد بن زايد آل نهيان
- خالد بن محمد بن زايد آل نهيان
- شمسة بنت محمد بن زايد آل نهيان
- ذياب بن محمد بن زايد آل نهيان
- حمدان بن محمد بن زايد آل نهيان
- فاطمة بنت محمد بن زايد آل نهيان
- شما بنت محمد بن زايد آل نهيان
- زايد بن محمد بن زايد آل نهيان
- حصة بنت محمد بن زايد آل نهيان

## الجوائز والأوسمة
حصل محمد بن زايد على العديد من الجوائز العسكرية، والإنسانيّة، والبيئيّة، والدبلوماسيّة.
| - وسام العرش من درجة ضابط، الذي منحه له الحسن الثاني، ملك المغرب في يونيو عام 1986. - وسام الاستحقاق، الذي منحه له الجنرال نورمان شوارزكوف، قائد القوات الأمريكية وقوات التحالف، في أبريل عام 1991 تقديرًا لدوره في حرب تحرير الكويت. - وسام الخدمة الممتازة، الذي منحه له رئيس هيئة أركان القوات المسلحة الإماراتية في مايو عام 1992. - وسام الاستحقاق العسكري من الدرجة الممتازة، الذي منحه له الحسن الثاني، ملك المغرب في أبريل عام 1994. - وسام تحرير دولة الكويت من الدرجة الممتازة، وذلك تقديرًا لجهوده والدور الذي لعبه في حرب تحرير الكويت في سبتمبر عام 1994. - الوسام الأكبر للعلم الأصفر المتألق، الذي منحه له رئيس وزراء جمهورية الصين الشعبية، ليانغ تشنغ في سبتمبر عام 1994. - وسام الكويت ذو الوشاح من الدرجة الممتازة، الذي منحه له أمير الكويت جابر الأحمد الصباح في يونيو عام 1995. - وسام النهضة من الدرجة الأولى، الذي منحه له الحسين بن طلال، ملك الأردن في ديسمبر عام 1996. - وسام النهضة من الدرجة الأولى، الذي منحه له عبد الله بن الحسين، ملك الأردن في يونيو عام 1999. - وسام عُمان العسكري من الدرجة الثانية، والذي منحه له قابوس بن سعيد، سلطان عُمان في فبراير عام 2000. - وسام الاستحقاق برتبة ضابط عظيم، الذي منحه له الرئيس الفرنسي جاك شيراك في يونيو عام 2002. - ميدالية الشرف الذهبية من المنظمة العالمية للأغذية والزراعة التابعة للأمم المتحدة (الفاو)، التي قدمها له الدكتور جاك ضيوف المدير العام للمنظمة في أبريل عام 2007. - ميدالية الشرف للأمن الغذائي من المنظمة العالمية للأغذية والزراعة التابعة للأمم المتحدة (الفاو)، وشهادة تقدير دولية من معهد اعتماد الممارسات البيئية، اللتان منحه إياهما جاك ضيوف المدير العام للمنظمة في سبتمبر عام 2008. - وسام القدس، الذي منحه له الرئيس الفلسطيني محمود عباس في أكتوبر عام 2008. | - وسام الاستحقاق الفدرالي، الذي منحه له وزير الخارجية الألماني الدكتور فرانك والتر شتاينماير في أكتوبر عام 2008. - وسام الاستحقاق من الدرجة الممتازة الذي منحه له خوان كارلوس ملك إسبانيا في مايو عام 2008. - الوسام الذهبي لمؤسسة قرى الأطفال العالمية في مارس عام 2009. - وسام الفارس الكبير برتبة «تون»، الذي منحه إياه الواثق بالله تنكو ميزان زين العابدين ملك ماليزيا في 17 يونيو 2011 والذي يعد أرفع وسام في ماليزيا، تقديرًا لجهود محمد بن زايد الكبيرة في تطوير علاقات التعاون والصداقة بين البلدين. - وسام «غوا نغهوا» الذي يقدم إلى أولياء العهود ورؤساء الحكومات، منحه له الرئيس الكوري لي ميونج باك في 21 نوفمبر 2012. - وسام الاستحقاق الوطني الذي منحه له الرئيس الفرنسي فرانسوا أولاند في 15 يناير 2013، وذلك تجسيدًا وتقديرًا لمتانة علاقات التعاون والصداقة بين دولة الإمارات وفرنسا. - وسام النجمة الكبرى، ومنحه له فيليب فويانوفتش رئيس جمهورية مونتينيغرو (الجبل الأسود) في 12 ديسمبر 2013. - وسام الاستقلال وهو أرفع وسام في كوسوفو يمنح لكبار الشخصيات العالمية، مُنِح له في 21 أبريل عام 2014. - الوسام المحمدي من الدرجة الأولى الذي منحه له محمد السادس ملك المغرب في 17 مارس 2015. - قلادة الحسين بن علي، وهي أرفع وسام في المملكة الأردنية الهاشمية يهدى للملوك ورؤساء الدول والحكومات، منحها له عبد الله الثاني بن الحسين ملك المملكة الأردنية الهاشمية في نوفمبر عام 2018، تقديرًا لدور محمد بن زايد في دعم علاقات الأخوة والتعاون المشترك بين البلدين الشقيقين على كافة الأصعدة. |